# Lassine Sinayoko
Lassine Sinayoko (Bamako, 8 dicembre 1999) è un calciatore maliano, attaccante dell'Auxerre e della nazionale maliana.

## Caratteristiche tecniche
È un centravanti.

## Carriera

### Club
Cresciuto nel settore giovanile dell'Auxerre, debutta in prima squadra il 10 aprile 2021 in occasione dell'incontro di Ligue 2 vinto 4-0 contro il Niort.

### Nazionale
Il 6 settembre 2021 ha esordito con la nazionale maliana nel match di qualificazione per i mondiali pareggiato 0-0 l'Uganda; successivamente, è stato convocato per la Coppa delle nazioni africane 2021.

## Statistiche
Statistiche aggiornate al 22 aprile 2025.

### Presenze e reti nei club
| Stagione         | Squadra          | Campionato       | Campionato | Campionato | Coppe nazionali | Coppe nazionali | Coppe nazionali | Coppe continentali | Coppe continentali | Coppe continentali | Altre coppe | Altre coppe | Altre coppe | Totale | Totale | Totale |
| Stagione         | Squadra          | Comp             | Pres       | Reti       | Comp            | Pres            | Reti            | Comp               | Pres               | Reti               | Comp        | Pres        | Reti        | Pres   | Reti   |        |
| ---------------- | ---------------- | ---------------- | ---------- | ---------- | --------------- | --------------- | --------------- | ------------------ | ------------------ | ------------------ | ----------- | ----------- | ----------- | ------ | ------ | ------ |
| 2017-2018        | Auxerre 2        | N3               | 11         | 2          |                 | -               | -               |                    | -                  | -                  |             | -           | -           | 11     | 2      |        |
| 2018-2019        | Auxerre 2        | N3               | 24         | 11         |                 | -               | -               |                    | -                  | -                  |             | -           | -           | 24     | 11     |        |
| 2019-2020        | Auxerre 2        | N3               | 14         | 4          |                 | -               | -               |                    | -                  | -                  |             | -           | -           | 14     | 4      |        |
| 2020-2021        | Auxerre 2        | N2               | 9          | 6          |                 | -               | -               |                    | -                  | -                  |             | -           | -           | 9      | 6      |        |
| 2021-2022        | Auxerre 2        | N2               | 1          | 1          |                 | -               | -               |                    | -                  | -                  |             | -           | -           | 1      | 1      |        |
| Totale Auxerre B | Totale Auxerre B | Totale Auxerre B | 59         | 24         |                 | -               | -               |                    | -                  | -                  |             | -           | -           | 59     | 24     |        |
| 2020-2021        | Auxerre          | L2               | 2          | 0          | CF              | 0               | 0               |                    | -                  | -                  |             | -           | -           | 2      | 0      |        |
| 2021-2022        | Auxerre          | L2               | 31+3       | 3          | CF              | 2               | 1               |                    | -                  | -                  |             | -           | -           | 36     | 4      |        |
| 2022-2023        | Auxerre          | L1               | 33         | 1          | CF              | 2               | 0               |                    | -                  | -                  |             | -           | -           | 35     | 1      |        |
| 2023-2024        | Auxerre          | L2               | 34         | 8          | CF              | 1               | 1               |                    | -                  | -                  |             | -           | -           | 35     | 9      |        |
| 2024-2025        | Auxerre          | L1               | 30         | 3          | CF              | 1               | 0               |                    | -                  | -                  |             | -           | -           | 31     | 3      |        |
| Totale Auxerre   | Totale Auxerre   | Totale Auxerre   | 133        | 15         |                 | 6               | 2               |                    | -                  | -                  |             | -           | -           | 139    | 17     |        |
| Totale carriera  | Totale carriera  | Totale carriera  | 192        | 39         |                 | 6               | 2               |                    | -                  | -                  |             | -           | -           | 198    | 41     |        |

### Cronologia presenze e reti in nazionale
| Cronologia completa delle presenze e delle reti in nazionale ― Mali | Cronologia completa delle presenze e delle reti in nazionale ― Mali | Cronologia completa delle presenze e delle reti in nazionale ― Mali | Cronologia completa delle presenze e delle reti in nazionale ― Mali | Cronologia completa delle presenze e delle reti in nazionale ― Mali | Cronologia completa delle presenze e delle reti in nazionale ― Mali | Cronologia completa delle presenze e delle reti in nazionale ― Mali | Cronologia completa delle presenze e delle reti in nazionale ― Mali |
| Data                                                                | Città                                                               | In casa                                                             | Risultato                                                           | Ospiti                                                              | Competizione                                                        | Reti                                                                | Note                                                                |
| ------------------------------------------------------------------- | ------------------------------------------------------------------- | ------------------------------------------------------------------- | ------------------------------------------------------------------- | ------------------------------------------------------------------- | ------------------------------------------------------------------- | ------------------------------------------------------------------- | ------------------------------------------------------------------- |
| 6-9-2021                                                            | Entebbe                                                             | Uganda                                                              | 0 – 0                                                               | Mali                                                                | Qual. Mondiali 2022                                                 | -                                                                   | 86’                                                                 |
| 7-10-2021                                                           | Agadir                                                              | Mali                                                                | 5 – 0                                                               | Kenya                                                               | Qual. Mondiali 2022                                                 | -                                                                   | 74’                                                                 |
| 11-11-2021                                                          | Kigali                                                              | Ruanda                                                              | 0 – 3                                                               | Mali                                                                | Qual. Mondiali 2022                                                 | -                                                                   | 80’                                                                 |
| 14-11-2021                                                          | Agadir                                                              | Mali                                                                | 1 – 0                                                               | Uganda                                                              | Qual. Mondiali 2022                                                 | -                                                                   | 67’                                                                 |
| 20-1-2022                                                           | Douala                                                              | Mali                                                                | 2 – 0                                                               | Mauritania                                                          | Coppa d'Africa 2021 - 1º turno                                      | -                                                                   | 75’                                                                 |
| 8-9-2023                                                            | Bamako                                                              | Mali                                                                | 4 – 0                                                               | Sudan del Sud                                                       | Qual. Coppa d'Africa 2023                                           | -                                                                   | 78’                                                                 |
| 13-10-2023                                                          | Bamako                                                              | Mali                                                                | 1 – 0                                                               | Uganda                                                              | Amichevole                                                          | 1                                                                   | 30’                                                                 |
| 17-10-2023                                                          | Portimao                                                            | Arabia Saudita                                                      | 1 – 3                                                               | Mali                                                                | Amichevole                                                          | 1                                                                   | 90+1’                                                               |
| 17-11-2023                                                          | Bamako                                                              | Mali                                                                | 3 – 1                                                               | Ciad                                                                | Qual. Mondiali 2026                                                 | -                                                                   | 58’                                                                 |
| 20-11-2023                                                          | Bamako                                                              | Mali                                                                | 1 – 1                                                               | Rep. Centrafricana                                                  | Qual. Mondiali 2026                                                 | -                                                                   | 90+5’                                                               |
| 6-1-2024                                                            | Bamako                                                              | Mali                                                                | 6 – 2                                                               | Guinea-Bissau                                                       | Amichevole                                                          | 1                                                                   | 46’                                                                 |
| 16-1-2024                                                           | Korhogo                                                             | Mali                                                                | 2 – 0                                                               | Sudafrica                                                           | Coppa d'Africa 2023 - 1º turno                                      | 1                                                                   | 86’                                                                 |
| 20-1-2024                                                           | Korhogo                                                             | Tunisia                                                             | 1 – 1                                                               | Mali                                                                | Coppa d'Africa 2023 - 1º turno                                      | 1                                                                   | 83’                                                                 |
| 24-1-2024                                                           | San Pédro                                                           | Namibia                                                             | 0 – 0                                                               | Mali                                                                | Coppa d'Africa 2023 - 1º turno                                      | -                                                                   | 52’                                                                 |
| 30-1-2024                                                           | Korhogo                                                             | Mali                                                                | 2 – 1                                                               | Burkina Faso                                                        | Coppa d'Africa 2023 - Ottavi di finale                              | 1                                                                   | 81’ 90+2’                                                           |
| 3-2-2024                                                            | Bouaké                                                              | Mali                                                                | 1 – 2 dts                                                           | Costa d'Avorio                                                      | Coppa d'Africa 2023 - Quarti di finale                              | -                                                                   | 89’                                                                 |
| 22-3-2024                                                           | Marrakech                                                           | Mali                                                                | 2 – 0                                                               | Mauritania                                                          | Amichevole                                                          | -                                                                   |                                                                     |
| 26-3-2024                                                           | Marrakech                                                           | Mali                                                                | 2 – 0                                                               | Nigeria                                                             | Amichevole                                                          | -                                                                   | 69’                                                                 |
| 6-6-2024                                                            | Bamako                                                              | Mali                                                                | 1 – 2                                                               | Ghana                                                               | Qual. Mondiali 2026                                                 | -                                                                   | 56’                                                                 |
| 11-6-2024                                                           | Johannesburg                                                        | Madagascar                                                          | 0 – 0                                                               | Mali                                                                | Qual. Mondiali 2026                                                 | -                                                                   | 90’                                                                 |
| 11-10-2024                                                          | Bamako                                                              | Mali                                                                | 1 – 0                                                               | Guinea-Bissau                                                       | Qual. Coppa d'Africa 2025                                           | -                                                                   | 59’                                                                 |
| Totale                                                              |                                                                     | Presenze                                                            | 21                                                                  |                                                                     | Reti                                                                | 6                                                                   |                                                                     |

## Palmarès

### Club

#### Competizioni nazionali
- Campionato francese di seconda divisione: 1

Auxerre: 2023-2024